# Lista primarilor orașului Baltimore, Maryland
Această pagină este o listă a primarilor orașului Baltimore, Maryland .
| Primar                        | Începutul mandatului | Încheierea mandatului | Partid politic |
| ----------------------------- | -------------------- | --------------------- | -------------- |
| James Calhoun                 | 1794                 | 1804                  |                |
| Thorowgood Smith              | 1804                 | 1808                  |                |
| Edward Johnson                | 1808                 | 1816                  |                |
| George Stiles                 | 1816                 | 1819                  |                |
| Edward Johnson                | 1819                 | 1820                  |                |
| John Montgomery               | 1820                 | 1822                  |                |
| Edward Johnson                | 1822                 | 1824                  |                |
| John Montgomery               | 1824                 | 1826                  |                |
| Jacob Small                   | 1826                 | 1831                  |                |
| William Steuart               | 1831                 | 1832                  |                |
| Jesse Hunt                    | 1832                 | 1835                  |                |
| Samuel Smith                  | 1835                 | 1838                  |                |
| Sheppard C. Leakin            | 1838                 | 1840                  |                |
| Samuel Brady                  | 1840                 | 1842                  |                |
| Solomon Hillen, Jr.           | 1842                 | 1843                  |                |
| James O. Law                  | 1843                 | 1844                  |                |
| Jacob G. Davies               | 1844                 | 1848                  |                |
| Elijah Stansbury, Jr.         | 1848                 | 1850                  |                |
| John Hanson Thomas Jerome     | 1850                 | 1852                  |                |
| John Smith Hollins            | 1852                 | 1854                  |                |
| Samuel Hinks                  | 1854                 | 1856                  |                |
| Thomas Swann                  | 1856                 | 1860                  | American       |
| George William Brown          | 1860                 | 1861                  |                |
| John C. Blackburn             | 1861                 | 1862                  |                |
| John Lee Chapman              | 1862                 | 1867                  |                |
| Robert T. Banks               | 1867                 | 1871                  |                |
| Joshua Van Sant               | 1871                 | 1875                  |                |
| Ferdinand C. Latrobe          | 1875                 | 1877                  | Democrat       |
| George Proctor Kane           | 1877                 | 1878                  |                |
| Ferdinand C. Latrobe          | 1878                 | 1881                  | Democrat       |
| William P. Whyte              | 1881                 | 1883                  | Democrat       |
| Ferdinand C. Latrobe          | 1883                 | 1885                  | Democrat       |
| James Hodges                  | 1885                 | 1887                  |                |
| Ferdinand C. Latrobe          | 1887                 | 1889                  | Democrat       |
| Robert C. Davidson            | 1889                 | 1891                  |                |
| Ferdinand C. Latrobe          | 1891                 | 1895                  | Democrat       |
| Alcaeus Hooper                | 1895                 | 1897                  |                |
| William T. Malster            | 1897                 | 1899                  |                |
| Thomas Gordon Hayes           | 1899                 | 1903                  |                |
| Robert McLane                 | 1903                 | 1904                  |                |
| E. Clay Timanus               | 1904                 | 1907                  |                |
| J. Barry Mahool               | 1907                 | 1911                  |                |
| James H. Preston              | 1911                 | 1919                  |                |
| William Frederick Broening    | 1919                 | 1923                  |                |
| Howard W. Jackson             | 1923                 | 1927                  |                |
| William Frederick Broening    | 1927                 | 1931                  |                |
| Howard W. Jackson             | 1931                 | 1943                  |                |
| Theodore R. McKeldin          | 1943                 | 1947                  | Republican     |
| Thomas L. J. D'Alesandro, Jr. | 1947                 | 1959                  | Democrat       |
| J. Harold Grady               | 1959                 | 1962                  | Democrat       |
| Philip H. Goodman             | 1962                 | 1963                  |                |
| Theodore R. McKeldin          | 1963                 | 1967                  | Republican     |
| Thomas L. J. D'Alesandro III  | 1967                 | 1971                  | Democrat       |
| William Donald Schaefer       | 1971                 | 1987                  | Democrat       |
| Clarence H. Burns             | 1987                 | 1987                  | Democrat       |
| Kurt L. Schmoke               | 1987                 | 1999                  | Democrat       |
| Martin J. O'Malley            | 1999                 | 2007                  | Democrat       |
| Sheila Dixon                  | 2007                 | 2010                  | Democrat       |
| Stephanie Rawlings-Blake      | 2010                 | 2016                  | Democrat       |
| Catherine E. Pugh             | 2016                 | 2019                  | Democrat       |
| Jack Young                    | 2019                 | –                     | Democrat       |